# 達維爾拉特村
達維爾拉特村（波斯語：‎），是伊朗吉兰省阿姆拉什县中央區南阿姆拉什鄉的一个村。2006年人口普查顯示該村人口为330人，分佈在81个家庭中。